# Kenneth To
Kenneth King-him To (杜敬謙) (Hongkong, 1992. július 7. – Florida, 2019. március 18.) ausztrál-hongkongi úszó. 

## Sportpályafutása
Kétéves korában költözött Hongkongból Ausztráliába, sportpályafutását ötévesen kezdte. Eredetileg félt a víztől, de tizenkét éves korában egy általános iskolai sportprogramnak köszönhetően, ahol úszást is oktattak, ez megváltozott. Sikeres juniorkarriert tudhatott magáénak, aranyérmet szerzett a 2009-es nyári európai ifjúsági olimpiai fesztiválon és az egy évvel korábban rendezett Közösségi Ifjúsági Játékokon is. 2009-ben figyeltek fel rá először, amikor megdöntötte Ian Thorpe 200 méters vegyesúszásban úszott 2:04,31-es idejével.
A 2010-es nyári ifjúsági olimpiai játékokon hat érmet nyert, közte egy aranyérmet, az ausztrál rövid pályás-úszóbajnokságon pedig szintén aranyérmes lett 200 méteres vegyesúszásban. A 2010-es rövid pályás úszó-világbajnokság egy 5. és egy 6. helyezést ért el 100-, illetve 200 méteres vegyes úszásban. 
A 2011-es úszó-világbajnokságon 7. lett 200 méteres vegyesúszásban, a Világkupa-sorozatban pedig hetedik helyen zárt 31 pontot gyűjtve.
A 2012-es óceáni úszó bajnokságon Nouméán összesen 7 érmet nyert, a 2012-es rövid pályás úszó-világbajnokságon 100 méteres vegyesúszásban ezüstérmet, a 4 × 100 méteres vegyesváltó tagjaként pedig bronzérmes lett. A 2012-es Világkupa-sorozatot megnyerte, Dubajban új országos csúcsot ért el 100 méteres vegyesúszásban.
A 2013-as úszó-világbajnokságon a 4 × 100 m-es vegyesváltóval ezüstérmes lett. A Világkupa-sorozatot az ötödik helyen zárta. Berlinben 200 méteres vegyesúszásban új országos csúcsot úszott.
A 2014-es Nemzetközösségi játékokon két érmet nyert, a 4 × 100 méteres gyorsváltóval aranyat, a vegyesváltóval pedig ezüstérmet. Egy hátsérülés miatt a következő másfél szezon jelentős részét kihagyta.
Sérülése miatt nem tudta kvalifikálni magát a 2016-os riói olimpiára. Ebben az évben kérvényezte a Nemzetközi Úszószövetségnél, hogy a következő évtől hongkongi színekben versenyezhessen.
A városállam színeit először a 2017-es nyári universiadén képviselte. Az elkövetkező 10 hónapban összesen 13 új országos rekordot úszott.
A 2018-as Ázsiai játékokon nem nyert érmet, a 2018-as rövid pályás úszó-világbajnokságon azonban 6. lett 100 méteres vegyesúszásban, új országos csúcsot úszva. Ő lett az első hongkongi úszó, aki döntőbe jutott a világbajnokságon. Pályafutása során összesen 16 új országos csúcsot állított fel Hongkongban.

## Halála
To 2019 elején egy három hónapos felkészülésen vett rész az Amerikai Egyesült Államokban, Floridában. Március 18-án hunyt el. Társai a szobájában eszméletlenül találtak rá egy edzést követően. A Hongkongi Sportintézet kiadott közleményében korosztályának kivételes személyként írta le Tót, akit a csapattársai és a versenytársai egyaránt szerettek, és akinek hirtelen halála hatalmas veszteség a helyi sportnak. A Hongkongi Amatőr Úszószövetség szomorúságát fejezte ki halálával kapcsolatban, kiemelve, hogy számos nemzetközi eseményen szerzett hírnevet a városállamnak.

## Legjobb időeredményei

### 50 méteres medence
| Versenyszám   | Időeredmény | Versenysorozat                 | Helyszín |
| ------------- | ----------- | ------------------------------ | -------- |
| 100m gyors    | 48.58       | 2013-as ausztrál úszóbajnokság | Adelaide |
| 200m vegyes   | 1:58.72     | 2013-as ausztrál úszóbajnokság | Adelaide |
| 100m pillangó | 52.56       | 2013-as ausztrál úszóbajnokság | Adelaide |
| 100m mell     | 1:01.58     | 2013-as ausztrál úszóbajnokság | Adelaide |

### 25 méteres medence
| Versenyszám   | Időeredmény | Versenysorozat         | Helyszín |
| ------------- | ----------- | ---------------------- | -------- |
| 100m vegyes   | 51.19       | 2013-as úszó-világkupa | Doha     |
| 200m vegyes   | 1:52.01     | 2013-as úszó-világkupa | Berlin   |
| 100m gyors    | 46.57       | 2013-as úszó-világkupa | Berlin   |
| 100m pillangó | 50.19       | 2013-as úszó-világkupa | Adelaide |
| 100m mell     | 58.05       | 2013-as úszó-világkupa | Doha     |